# 第808戦車駆逐大隊
第808戦車駆逐大隊（英語: 808th Tank Destroyer Battalion）は、第二次世界大戦中に活動したアメリカ陸軍の戦車駆逐大隊である。
本大隊は1942年3月27日に活動を開始した。1944年9月19日にM3 75mm対戦車自走砲を装備してノルマンディーに展開し、6日後の25日に第80歩兵師団に配属され、初戦闘を経験した。12月21日に同師団を離れ、バルジの戦いに参加。翌年1月下旬まで第12軍団（司令官：マントン・エディ少将）の突出部を守り切った。
1945年2月、対戦車自走砲M36ジャクソンを装備。ライン川へと進撃するにあたって第76歩兵師団（司令官：ウィリアム・R・シュミット少将）に所属する。4月に第65歩兵師団（司令官：スタンリー・エリック・ラインハート准将）に移管され、ジョージ・パットン大将の第3軍と共に南ドイツへ侵攻。5月初旬にリンツに移動し、終戦をオーストリアで迎えた。

## 参考
- Yeide, Harry (2007). The tank killers: a history of America's World War II tank destroyer force. Casemate. ISBN 978-1-932033-80-9
- Tankdestroyer.net (Web based United States tank destroyer forces information resource) Tankdestroyer.net